# 静岡県道133号韮山韮山停車場線
静岡県道133号韮山韮山停車場線（しずおかけんどう133ごう にらやまにらやまていしゃじょうせん）は、静岡県伊豆の国市内を通る一般県道である。

## 概要

### 路線データ
- 起点：静岡県伊豆の国市韮山土手和田（静岡県道136号函南停車場反射炉線交点から東へ67 mほどの市道との交点）
- 終点：韮山停車場（伊豆の国市四日町）
- 実延長：1,040 m[1]

## 重複区間
- 静岡県道134号静浦港韮山停車場線（伊豆の国市四日町：終点まで、101 m）

## 沿革
- 1960年（昭和35年）4月1日 - 認定[2]

## 地理

### 通過する自治体
- 静岡県伊豆の国市

### 接続する道路
- 伊豆の国市道（起点）
- 静岡県道136号函南停車場反射炉線（伊豆の国市韮山土手和田）
- 静岡県道134号静浦港韮山停車場線（伊豆の国市四日町 - 「韮山駅」前（終点）で重複）
- 伊豆の国市道（終点：「韮山駅」前）

### 周辺
- 伊豆箱根鉄道駿豆線 韮山駅
- 伊豆の国市役所 韮山庁舎（韮山支所）
- 静岡県立韮山高等学校
- 伊豆の国市立韮山中学校
- 伊豆の国市立韮山小学校
- 臼井国際産業 韮山工場
- マックスバリュエクスプレス 韮山店